# Политика Саскачевана
Поли́тика Саскачева́на организована подобно моделям других канадских провинций в рамках канадского федеративного государства. Корону в Саскачеване представляет лейтенант-губернатор (Гордон Барнхарт), советом министров управляет премьер-министр (Брэд Уолл), законодательным органом является однопалатное Законодательное собрание.

## Выборы 2007
На саскачеванских всеобщих выборах 2007 большинство кресел (38 из 58) получила правоцентристская Саскачеванская партия. Это событие свидетельствовало о потере доверия избирателей к левой Новой демократической партии Саскачевана.

## Выборы 2011
На выборах 2011 Саскачеванская партия упрочила доминирующее положение, получив 49 из 58 мест.

## Левые партии
Многие годы Саскачеван был одной из провинций, склонявшихся влево на канадской политической арене. Это могло отражать некоторое отчуждение жителей провинции по отношению к интересам крупных экономических центров.
В 1944 Томми Дуглас становится первым откровенно социалистическим главой регионального правительства в Северной Америке. Большинство его депутатов в Законодательном собрании представляют сельские округа и небольшие города. Под руководством его социал-демократической партии Федерация кооперативного содружества Саскачеван становится первой провинцией, создавшей государственную систему всеобщего обязательного медицинского страхования. В 1961 Дуглас уходит из провинциальной политики и становится первым главой Новой демократической партии на федеральном уровне.
В послевоенный период в провинциальной политике почти безоговорочно господствовала Социал-демократическая партия и её преемница Новая демократическая партия Саскачевана. Дуглас, Аллан Блейкни и Рой Романов подолгу остаются премьер-министрами и становятся важными лицами национального масштаба. Урбанизация после Второй мировой войны изменяет экономику провинции, сокращая долю сельского хозяйства под действием переселения из ферм в города. Новая демократическая партия приспосабливается к этой ситуации и больше занимается городскими вопросами, т. к. ей приходится представлять интересы скорее городских избирателей, чем сельских.

## Центр
Либеральная партия Саскачевана была главной центристской партией в первые десятилетия существования провинции, управляя ей с 1905 по 1929 и с 1934 по 1944. Она возвращается к власти в 1964, но теряет поддержку общества после поражения либерального правительства Росса Тэтчера в 1971. Прогрессивно-консервативная партия Саскачевана под руководством Гранта Девайна постепенно заменяет либералов в качестве главных соперников НДП и одерживает решительную победу над новодемократами на выборах 1982, прозванных «бойней в понедельник вечером». Однако популярность консерваторов очень сильно падает после глубокого дефицита бюджета и их объединения с федеральным прогрессивно-консервативным правительством Брайана Малруни. В 1991 Девайн терпит поражение. Ряд прогрессивно-консервативных депутатов, включая некоторых бывших министров, впоследствии осуждён за растрату государственных средств, и Прогрессивно-консервативная партия впадает в спячку. Однако она заявила о своём намерении выставить по кандидату в каждом округе на будущих всеобщих выборах.

## Саскачеванская партия
Саскачеванская партия — новая партия, основанная в 1997 бывшими прогрессистами-консерваторами, бывшими либералами и небольшим числом новодемократов, неудовлетворённых результатами НДП по обеспечению роста экономики и численности населения. Вплоть до саскачеванских всеобщих выборов 2007 она формировала официальную оппозицию в провинции, а в 2007 выиграла выборы.